# Q.E.D. 증명종료
《Q.E.D. 증명종료》(Q.E.D. 証明終了)는 가토 모토히로의 소년 만화 작품으로, 매거진 Great에서 연재되고 있는 추리 만화이다. 2009년에는 텔레비전 드라마화되었다.
격월 연재 만화작품으로는 현재 세계에서 최장기간 연재되었으며 기네스에 등록되어 있다. 매 화마다 기록을 새로이 경신하는 중이다.

## 등장 인물
- 토마 소우(燈馬 想 とうま そう[*])

MIT의 수학과를 불과 15세의 나이로 수석 졸업. 사건의 해결 대신 진실의 폭로를 추구하는 안락탐정 형 인물.
- 미즈하라 가나(水原可奈 みずはら かな[*])

'토마 소우'의 친구로 탐정의 조수 격으로 사건을 설명할 수 있는 인물. 여고생이나 괴력은 엄청난 육체파 캐릭터.
- 토마 유우(燈馬 優 とうま ゆう[*])

주인공의 여동생. 뛰어난 청각의 소유자로 세계 주요 언어를 쉽게 익히고 즐기는 언어중심적인 인물.
- 미즈하라 경부(水原幸太郎 みずはら こうたろう[*])

가나의 아버지이자 형사. 토마의 지식과 추리력을 높이 평가하는 유연한 사고의 소유자.

## 드라마
NHK 종합 〈드라마 8〉시간대에서 2009년 1월 8일부터 같은 해 3월 12일까지 다카하시 아이 주연으로 방송됐다.

### 출연진
- 미즈하라 가나 - 다카하시 아이
- 토마 소우 - 나카무라 아오이

### 주제가
- 아오야마 데루마 〈이대로 계속〉 (このまま ずっと)

| NHK 드라마 8      | NHK 드라마 8    | NHK 드라마 8  |
| 이전 작품         | 작품명          | 다음 작품     |
| ----------------- | --------------- | ------------- |
| 나나세 다시 한 번 | Q.E.D. 증명종료 | 고스트 프렌즈 |

### 인터벌 형사·사사즈카
《인터벌 형사·사사즈카》는 2009년 1월 31일 - 2월 1일《Q.E.D. 증명종료》(제1회 - 제4회) 재방송시에 방송 된 단편의 스핀오프 드라마이다.

## 관련 작품
단행본 관련
- C.M.B 사건목록
- Q.E.D 증명종료 (드라마)
- 탐정학원 Q / 탐정학원 Q (드라마)

드라마 관련
- 탐정 갈릴레오
- 넘버스 (드라마)
- 후루하타 닌자부로